# Pomarea fluxa
El monarca de Eiao (Pomarea fluxa) es una especie extinta de ave paseriforme de la familia Monarchidae endémica de la isla de Eiao, en las islas Marquesas, Polinesia francesa. La causa más probable de su extinción es la introducción de especies foráneas en la isla. Fue avistado por última vez en 1977.